# 五郎八卦棍 (1984年电影)
《五郎八卦棍》（英語：The 8 Diagram Pole Fighter），是一部1984年上映的香港電影，屬於武俠片，發行商為邵氏兄弟有限公司，由刘家良自导自演，倪匡編劇，並由傅声、汪禹、惠英红、杨菁菁等人参与演出。
在2005年，獲香港電影金像獎協會票選為「最佳華語片一百部」之一。

## 故事大綱
在辽国入侵的时候，由于宋朝兵力弱，只能依靠大将军杨继业率部迎击辽，然而潘美因为嫉妒，和辽人勾结。
在金沙滩一战中因为潘美和辽国合作而导致杨家几乎全军覆灭，杨大郎杨二郎杨三郎战死，杨四郎被抓到辽国，杨七郎为了救父亲而被乱箭射死。杨继业自尽。
虽说杨六郎和杨五郎艰难的在战场上幸存了下来，可杨六郎因为战场的事情而导致其终日疯疯癫癫，杨五郎则来到了五台山清涼寺，并为了抵御辽国入侵，以及为了报仇，于是决定在清涼寺进行修炼。
虽说方丈们认为其杀心太重，不过还是将一些格斗技巧教给了他，并在之后，一位方丈在把杨五郎的事情告诉杨家人的时候，遭到了潘美的袭击，并导致被杀。
随后杨八妹为了找自己的哥哥，于是决定去清涼寺，但是在去的时候，被潘美给抓住了。
为了救自己的妹妹和替方丈报仇，于是杨五郎和自己的同门决定去找潘美算账。
虽说最后杨五郎在众人的帮助下，杀死了潘美，可是他却决心浪跡天涯……既不回五台山，亦不返天波府。

## 演員表
- 刘家辉 饰 杨五郎 (粵語配音: 劉家輝)
- 傅声 饰 杨六郎 (粵語配音: 林保全)
- 李丽丽 饰 佘太君 (粵語配音: 曾慶珏)
- 惠英红 饰 杨八妹 (粵語配音: 盧素娟)
- 杨菁菁 饰 杨九妹(粵語配音: 沈小蘭)
- 王龍威 饰 耶律连 (粵語配音: 賈鳳梧)
- 張展鵬 饰 杨七郎
- 朱鐵和 饰 官规 (粵語配音: 陳永信)
- 小侯 饰 杨四郎
- 刘家良 饰 猎人 (粵語配音: 朱子聰)
- 刘家荣 饰 杨二郎
- 麦德罗 饰 杨三郎
- 汪禹 饰 杨大郎
- 元德 饰 杨家军
- 高飞 饰 清凉寺主持 (粵語配音: 金貴)
- 克明 饰 潘仁美 (粵語配音: 盧雄)
- 京柱 饰 智空大师 (粵語配音: 賈鳳梧)

## 外部連結
- 香港影庫上《五郎八卦棍》的資料（繁體中文）
- 豆瓣电影上《五郎八卦棍》的資料 （简体中文）
- AllMovie上《五郎八卦棍》的资料（英文）
- 互联网电影数据库（IMDb）上《五郎八卦棍》的资料（英文）